# Strumień Palomar 5
Strumień Palomar 5 – strumień gwiazd utworzony przez gwiazdy pochodzące z gromady kulistej Palomar 5 rozrywanej przez siły pływowe Drogi Mlecznej. Strumień ten został odkryty w 2001 roku.
Strumień Palomar 5 przypomina ogon skierowany w dwóch przeciwnych kierunkach. Gwiazdy, które go tworzą oddalają się od gromady Palomar 5. Masę strumienia ocenia się na 5000 mas Słońca, a jest utworzony przez stare gwiazdy. Ogon ten istnieje już kilka miliardów lat, rozciągając się na długości ponad 13 000 lat świetlnych.